# SATA Air Açores

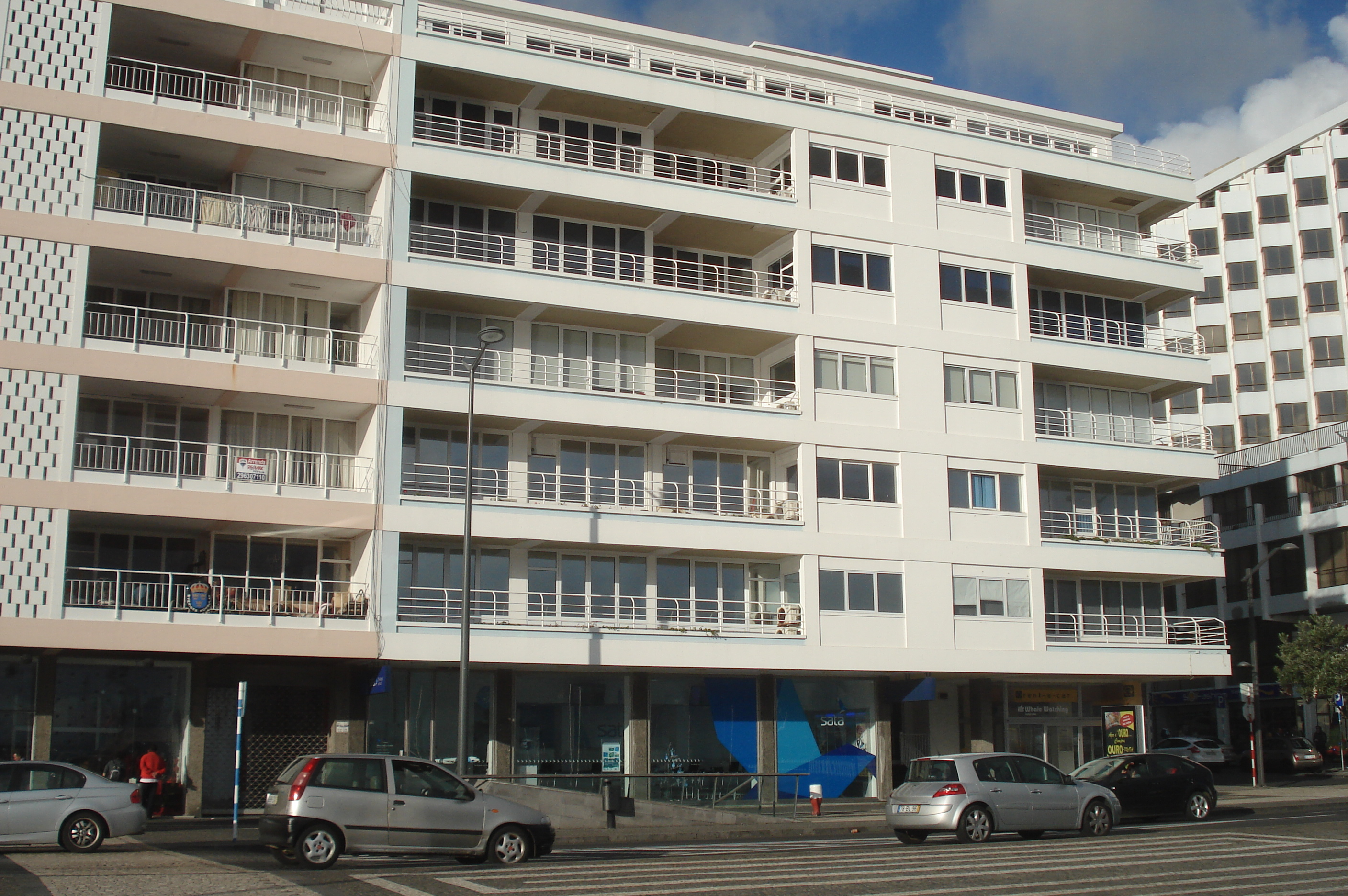
Sede da SATA em Ponta Delgada, São Miguel.

SATA Air Açores (Serviço Açoriano de Transportes Aéreos, SATA) é uma empresa aérea da Região Autónoma dos Açores. Realiza voos regulares de passageiros, carga e serviço postal entre as ilhas açorianas. Para além do serviço inter-ilhas prestado pela SATA Air Açores, a companhia possui ainda uma subsidiária responsável por voos de médio e longo curso para destinos em Portugal e no estrangeiro, denominada Azores Airlines (anteriormente conhecida por SATA Internacional).

## História

### SATA enquanto empresa privada
Um grupo de cinco açorianos notáveis (entre os quais Augusto Rebelo Arruda) tomou a iniciativa de lançar os fundamentos da empresa SATA Air Açores ao fundar, em 21 de Agosto de 1941, a Sociedade Açoriana de Estudos Aéreos, Lda. Passados seis anos, em 17 de Fevereiro de 1947, foi alterada a sua designação para Sociedade Açoriana de Transportes Aéreos, Lda. A 15 de Junho, a SATA iniciou os voos com um avião Beechcraft D18S prefixo CS-TAA, batizado como "Açor". Transportava 7 passageiros e 2 membros de tripulação, e fazia as ligações aéreas entre as ilhas de São Miguel (na pista de Santana, até 1969), de Santa Maria e da Terceira (na pista da Achada, Lajes).
A perda da aeronave num trágico acidente em 1948 obrigou à suspensão temporária das operações da SATA. A 23 de Maio de 1949, chegaram a São Miguel dois aviões De Havilland Dove, com capacidade para 9 passageiros. Anos mais tarde, a frota foi aumentada com a aquisição de um Douglas DC-3 (CS-TAD) (21 de Agosto de 1963), com capacidade para 26 lugares, que entrou em operação em 1 de Julho de 1964.
Em 1969, o Aeroporto de Nordela (hoje, Aeroporto João Paulo II), próximo da cidade de Ponta Delgada, foi inaugurado e aberto ao tráfego civil. Serve ainda de Base Operacional da SATA. Dois anos depois, a TAP Portugal passou a realizar voos regulares entre Lisboa e Ponta Delgada. Em 24 de Agosto de 1971, é inaugurado o Aeroporto da Horta, e em 1972, é inaugurado o Aeroporto das Flores. Em 1972, é decidida a compra efetiva dos aviões Avro 748 com capacidade para 48 lugares, que voavam nos Açores desde 1969. Entre 1981 a 1983, são construídos aeroportos nas restantes ilhas do arquipélago pelo Governo Regional.
Em 1976, a Força Aérea Portuguesa cede à SATA dois aviões Douglas DC-6 e é proposta a regionalização da empresa à Assembleia da República. Em resultado da greve dos pilotos da TAP Air Portugal, a SATA viu-se obrigada a fazer voos diretos para Lisboa com os aviões DC-6, chegando até mesmo a fretar um Boeing 707, para descongestionar o tráfego acumulado nos Açores. A 14 de Abril de 1977, atingiu-se a marca de 1 milhão de passageiros transportados.

### SATA enquanto empresa pública

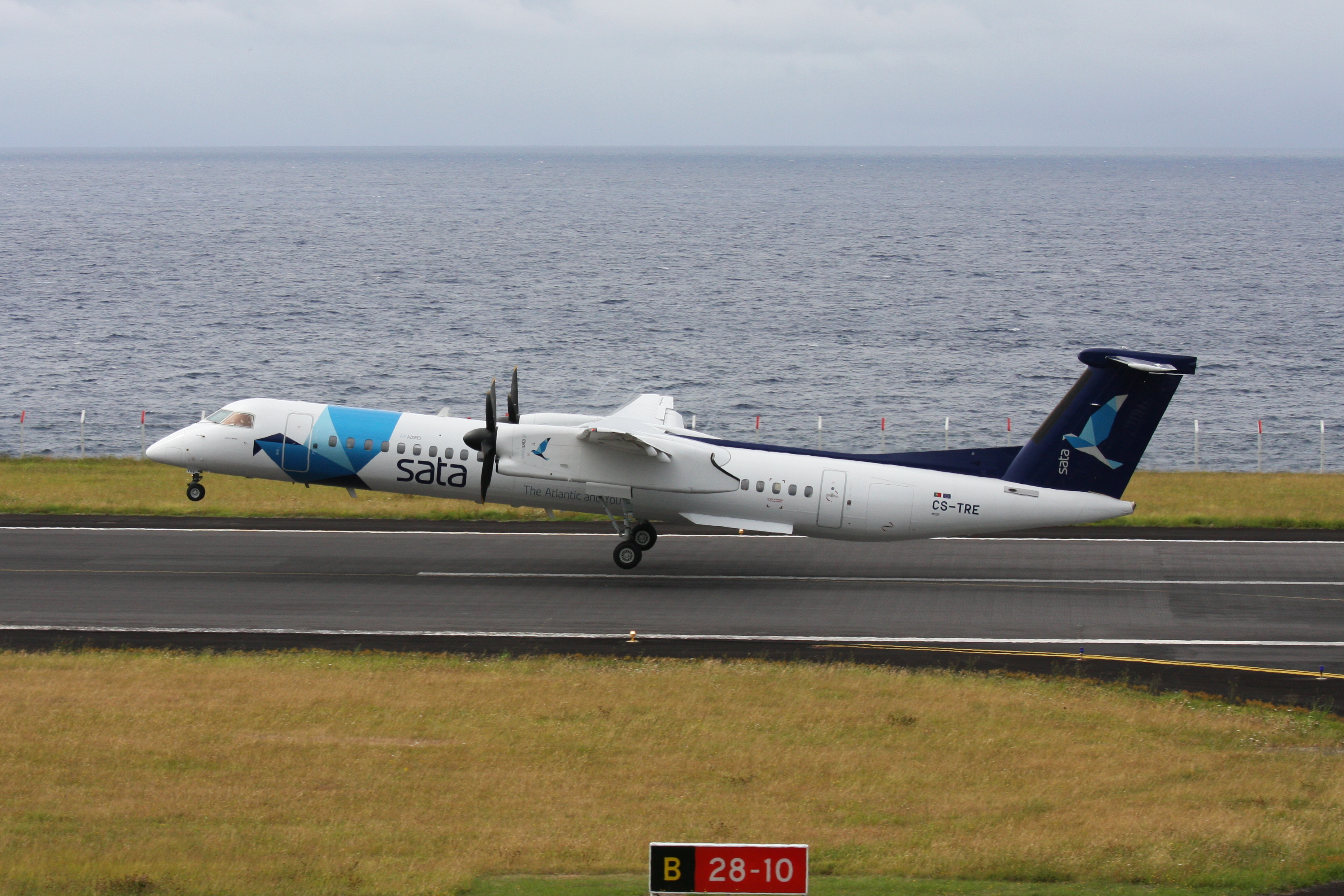
DHC8-Q400 - CS-TRE no Aeroporto da Horta.

Inicialmente foi constituída como empresa privada, mas o estatuto da empresa SATA evoluiu, em 17 de Outubro de 1980, para uma empresa pública sob tutela do Governo Regional dos Açores passando a designar-se Serviço Açoriano de Transportes Aéreos, Empresa Pública, embora mantendo a sigla SATA. Foi adquirida ao Grupo Bensaude, ficando 50% das ações a pertencer ao Governo Regional dos Açores e, as restantes, à TAP Air Portugal, EP. Ainda em 1980 aderiu à Associação Europeia de Companhias Aéreas Regionais (ERA), e à IATA. Em 1986, o então Presidente do Governo Regional dos Açores, Mota Amaral, sugeriu a adopção da designação "SATA Air Açores".
Em 1985 tiveram início os voos charters para a América do Norte. A Azores Express, empresa do Grupo SATA, efectuou voos charter dos Açores para os Estados Unidos. A SATA Express, empresa do Grupo SATA, efectuou voos charter entre os Açores e o Canadá. Em 1988, a SATA mudou as suas cores e passou a editar a revista de bordo bilíngue Paralelo 38, atualmente Espírito Açoriano/Azorean Spirit.
Entre 1989 e 1990, os aviões Avro foram gradualmente substituídos pelos ATP da British Aerospace. O primeiro avião, de nome "Santa Maria", entrou ao serviço em 1989, o segundo, de nome "Flores", em 1990, e o terceiro, de nome "Graciosa", em 1991. Ainda em 1991, o pequeno Dornier Do 228 iniciou as ligações para a ilha do Corvo, substituindo o CASA C-212 Aviocar da Força Aérea Portuguesa.
Em 1994, na celebração do 50.º aniversário da Organização da Aviação Civil Internacional (ICAO), esta decidiu atribuir uma medalha de honra a uma entidade ou individualidade que, em cada estado membro, tivesse dado um relevante contributo ao desenvolvimento da aviação civil. Em Portugal, essa medalha foi atribuída à SATA Air Açores.

## Frota do Grupo SATA/Azores Airlines

### SATA Azores Airlines
Em Agosto de 2023, a frota é formada por:
| Aviões                 | Em serviço | Encomendas | Passageiros | Passageiros | Passageiros | Notas                                          |
| Aviões                 | Em serviço | Encomendas | C           | Y           | Total       | Notas                                          |
| ---------------------- | ---------- | ---------- | ----------- | ----------- | ----------- | ---------------------------------------------- |
| Airbus A320-200        | 3          | —          | —           | 168         | 168         | Em serviço com Azores Airlines, Ser Aposentado |
| Airbus A320neo         | 2          | —          | —           | 168         | 168         | Em serviço com Azores Airlines                 |
| Airbus A321LR          | 3          | —          | 16          | 174         | 190         | Em serviço com Azores Airlines                 |
| Airbus A321neo         | 2          | —          | 16          | 170         | 186         | Em serviço com Azores Airlines                 |
| Bombardier Dash 8-Q200 | 2          | —          | 0           | 37          | 37          | Em serviço com SATA Air Açores                 |
| Bombardier Dash 8-Q400 | 5          | —          | 0           | 80          | 80          | Em serviço com SATA Air Açores                 |
| Total                  | 15         | 2          |             |             |             |                                                |

### Histórico de frota
- British Aerospace ATP
- British Aerospace 146
- Douglas DC-3
- Douglas DC-6
- Dornier Do 228
- Hawker Siddeley HS 748
- de Havilland DH.104 Dove

## Acidentes

### O desastre do "Açor"
Após ter descolado da pista do aeroporto de São Miguel rumo ao de Santa Maria, o Beechcraft D18S CS-TAA "Açor" despenhou-se no mar, em 5 de Agosto de 1948, pelas dez horas da manhã. Os dois tripulantes (comandante e mecânico) e os quatro passageiros a bordo pereceram, e a carga foi perdida.

### O desastre do ATP "Graciosa"
Em 11 de Dezembro de 1999, o ATP "Graciosa", no voo ATP SP530M, entre Ponta Delgada e as Flores, com escala na Horta, embateu no Morro Pelado, ao lado do Pico da Esperança, Ilha de São Jorge, vitimando todos os passageiros e tripulação, num total de 35 pessoas.

### Aterragem brusca em Ponta Delgada
A 4 de Agosto de 2009, um Airbus A320-200, registo CS-TKO, a fazer o voo S4129 de Lisboa para Ponta Delgada fez uma aterragem brusca ao aterrar na pista 30, causando danos substanciais à aeronave, mas sem feridos. A aeronave foi reparada com sucesso.